# Hamburská církevní provincie

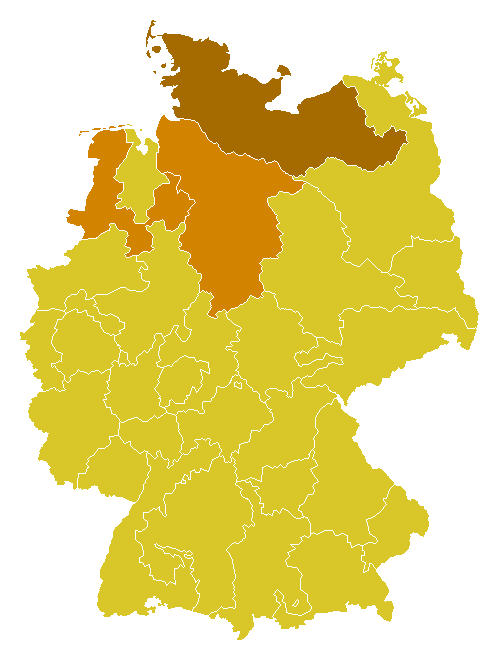
Hamburská církevní provincie na mapě Německa

Hamburská církevní provincie je církevní provincie římskokatolické církve v Německu. Byla založena roku 1994 a zahrnuje hamburskou arcidiecézi spolu s hildesheimskou a osnabrückskou diecézí. Od roku 2015 je jejím metropolitou Stefan Heße.

## Členění
K hamburské církevní provincii patří:
- Arcidiecéze hamburská
  - Diecéze hildesheimská
  - Diecéze osnabrückská

## Metropolité
- Ludwig Averkamp (1995–2002)
- Werner Thissen (2003–2014)
- Stefan Heße (seit 2015)